# Messier 84
Messier 84 (také M84 nebo NGC 4374) je čočková nebo eliptická galaxie v souhvězdí Panny. Objevil ji Charles Messier 18. března 1781. Galaxie je od Země vzdálená okolo 55 milionů ly
a je jedním z jasnějších členů Kupy galaxií v Panně.

## Pozorování

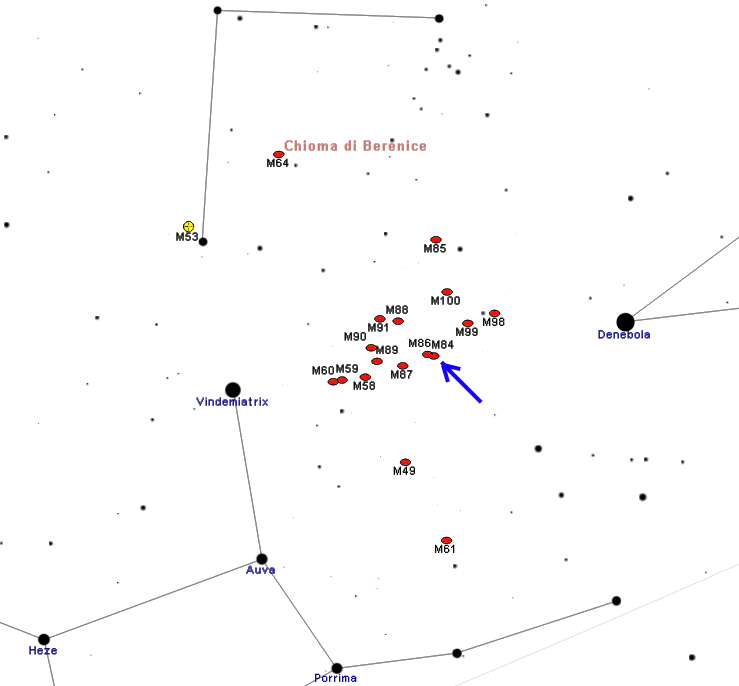
Poloha M 84 v souhvězdí Panny

M84 leží mezi souhvězdími Panny a Vlasů Bereniky v oblasti oblohy bez výrazných hvězd. Je možné ji najít přibližně v polovině spojnice hvězd Vindemiatrix (ε Virginis) a Denebola (β Leonis). Se sousední galaxií Messier 86 tvoří pár, který se společně vejde do zorného pole většiny hvězdářských dalekohledů. Triedrem není viditelná ani pod dokonale čistou oblohou a za vhodných podmínek. Její galaktické halo je viditelné dalekohledy o průměru 200 mm, ve kterých vypadá jako jasná skvrna, která se na okraji postupně ztrácí v okolní obloze. Její jádro je ovšem jasné. V jejím okolí je možné pozorovat i další galaxie, jako například NGC 4388 nebo NGC 4402.
Galaxii je možné snadno pozorovat z obou zemských polokoulí a ze všech obydlených oblastí Země, protože má pouze mírnou severní deklinaci. Přesto je na severní polokouli lépe pozorovatelná a během jarních nocí tam vychází vysoko na oblohu, zatímco na jižní polokouli v oblastech více vzdálených od rovníku zůstává poněkud níže nad obzorem. Nejvhodnější období pro její pozorování na večerní obloze je od března do srpna.

## Historie pozorování
Tuto galaxii objevil Charles Messier 18. března 1781 a popsal ji jako kulatou mlhovinu bez hvězd s jasným středem a obklopenou slabým halem. Do svého katalogu ji zařadil pod číslem 84. Ve stejný den do katalogu zapsal ještě dalších 7 mlhavých objektů ležících v této oblasti oblohy, což jsou také členové Kupy galaxií v Panně, a navíc kulovou hvězdokupu Messier 92. M84 a sousední M86 John Herschel shodně popsal jako velmi jasný rozsáhlý kulatý oblak nerozložitelný na hvězdy a s velmi světlým středem.

## Vlastnosti

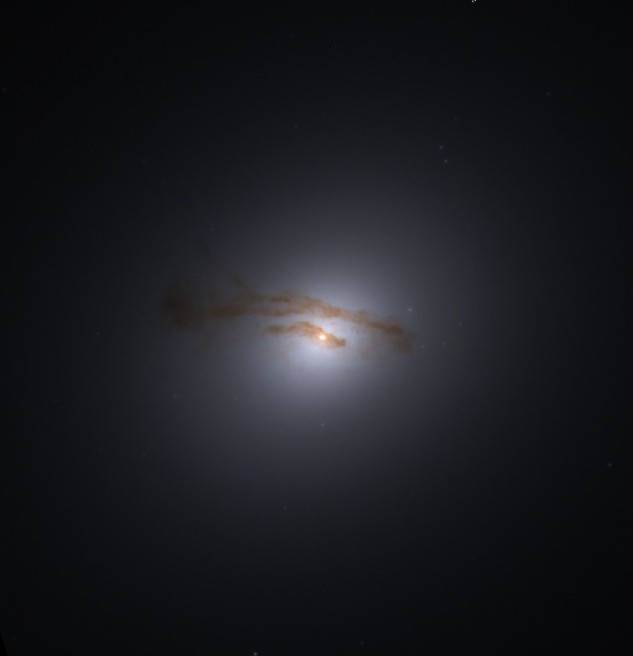
Jádro M84 překryté dvěma pruhy hmoty. Snímek z Hubbleova vesmírného dalekohledu

M84 leží velice blízko středu Kupy galaxií v Panně, která je od Země vzdálená přibližně 60 milionů ly. Podle Hubbleovy klasifikace galaxií je M84 zepředu viděnou čočkovou nebo eliptickou galaxií. V roce 1957 bylo objeveno, že vysílá rádiové vlny a že z jejích středových oblastí vychází dva malé výtrysky hmoty, které jsou viditelné v pásmu rádiových vln.
Další pozorování uskutečněná pomocí Hubbleova vesmírného dalekohledu odhalila dva pásy hmoty, které směřují z vnějších oblastí galaxie do jejího středu. Z tohoto pozorování bylo odvozeno, že se v jádru galaxie nachází obří černá díra o hmotnosti asi 300 milionů hmotností Slunce. Celková hmotnost galaxie se odhaduje na 500 miliard hmotností Slunce a její průměr je přibližně 125 000 ly. Galaxie má rozsáhlý systém kulových hvězdokup a je součástí Markarianova řetězu, který obsahuje 8 galaxií a táhne se přes M86 po NGC 4477.

## Supernovy
V této galaxii byly zatím pozorovány 3 supernovy. První byla objevena 18. května 1957, dostala označení SN 1957B a dosáhla magnitudy 12,2.
Zaznamenaly ji i snímky pořízené o měsíc dříve na palomarské observatoři. Další supernova byla objevena 13. června 1980, dostala označení SN 1980I a dosáhla 14. magnitudy. Zatím poslední supernova SN 1991bg byla objevena 3. prosince 1991 a dosáhla také 14. magnitudy.

### Knihy
- O'MEARA, Stephen James. Deep Sky Companions: The Messier Objects. New York: Cambridge University Press, 1998. Dostupné online. ISBN 0-521-55332-6. (anglicky)

### Mapy hvězdné oblohy
- Toshimi Taki. Taki's 8.5 Magnitude Star Atlas [online]. 2005 [cit. 2018-04-17]. Dostupné v archivu pořízeném dne 2018-11-05. (anglicky) - Atlas hvězdné oblohy volně stažitelný ve formátu PDF.
- TIRION; RAPPAPORT; LOVI. Uranometria 2000.0 - Volume I - The Northern Hemisphere to -6°. Richmond, Virginia, USA: Willmann-Bell, inc., 1987. Dostupné online. ISBN 0-943396-14-X.
- TIRION; SINNOTT. Sky Atlas 2000.0. 2. vyd. Cambridge, USA: Cambridge University Press, 1998. ISBN 0-933346-90-5.
- TIRION. The Cambridge Star Atlas 2000.0. 3. vyd. Cambridge, USA: Cambridge University Press, 2001. Dostupné online. ISBN 0-521-80084-6.